# Niphates caycedoi
Niphates caycedoi är en svampdjursart som först beskrevs av Zea och van Soest 1986.  Niphates caycedoi ingår i släktet Niphates och familjen Niphatidae.
Artens utbredningsområde är Colombia. Inga underarter finns listade i Catalogue of Life.